# Maggie (informática)
Maggie (Multiprocess ActionScript Generic Game Interface Engine) es una biblioteca desarrollada en ActionScript 3.0 para crear juegos en Flash.

## General
La programación en Maggie es muy similar a lenguajes como DIV o Proyecto Fenix, por lo cual resulta muy sencillo desarrollar juegos. Maggie está basado en componentes Flash básicos por lo que no hace falta importar ningún paquete especial para programar con esta biblioteca.

## Características
- Emular una programación multihilo en ActionScript 3.0 (el threading no está soportado en este lenguaje).
- Manejo de gráficos.
- Sonidos.
- Entrada por teclado y ratón.
- Comunicación entre procesos.

## Navegadores soportados
- Google Chrome
- Mozilla Firefox
- Opera
- Safari
- Internet Explorer